# Wilner Piquant
Wilner Piquant (4 de dezembro de 1951) é um ex-futebolista profissional haitiano que atuava como goleiro.

## Carreira
Wilner Piquant fez parte do elenco histórico da Seleção Haitiana de Futebol, na Copa do Mundo de 1974, ele não atuou.

## Ligações Externas
- Perfil em Fifa.com (em inglês)